# Synchaeta monopus
Synchaeta monopus är en hjuldjursart som beskrevs av Plate 1889. Synchaeta monopus ingår i släktet Synchaeta och familjen Synchaetidae. Arten är reproducerande i Sverige. Inga underarter finns listade i Catalogue of Life.